# Place Gabriel-Péri (Nanterre)
Pour les articles homonymes, voir Place Gabriel-Péri.
La place Gabriel-Péri est une voie publique de la commune de Nanterre, dans le département français des Hauts-de-Seine.

## Situation et accès

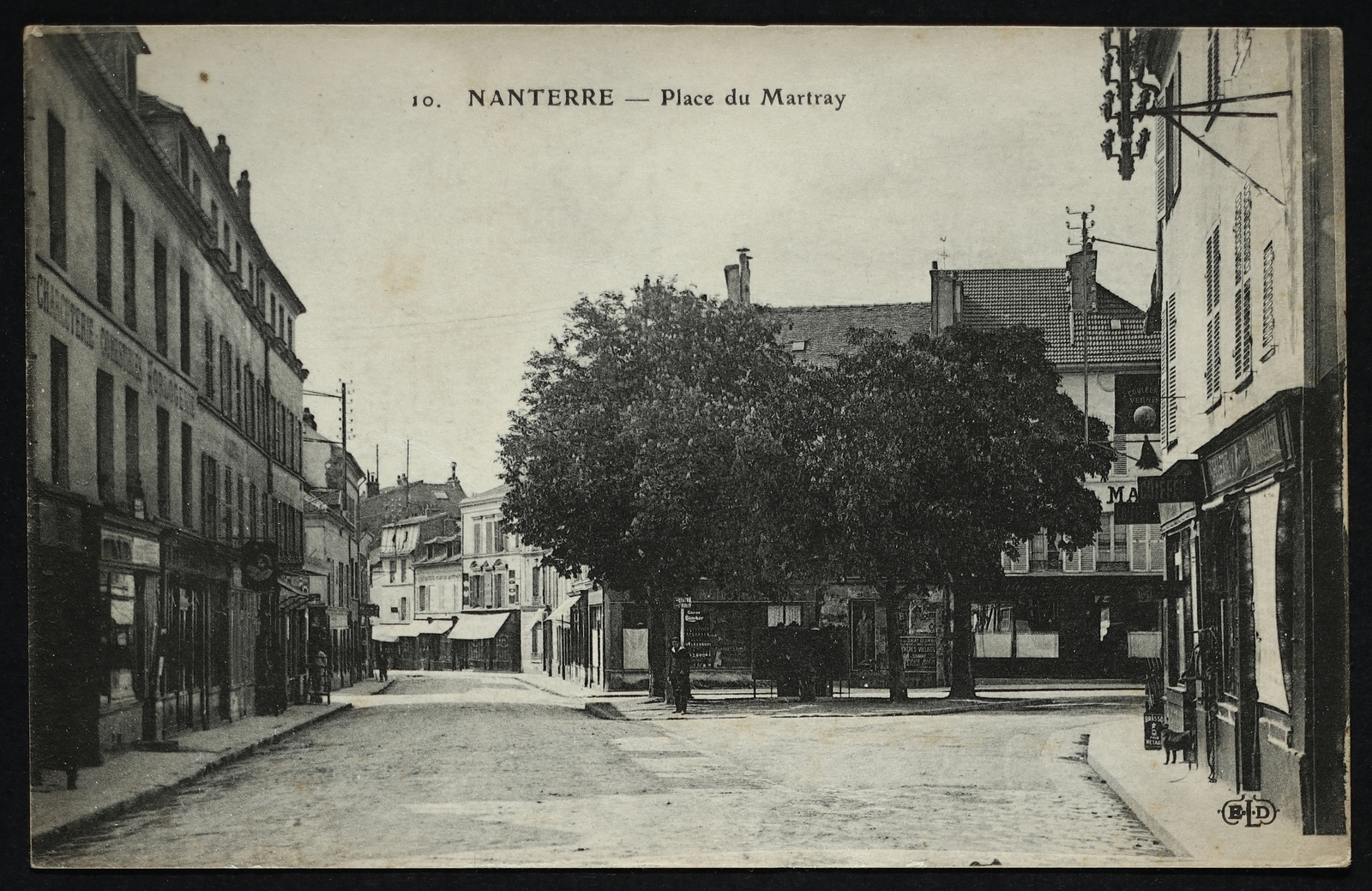
Place du Martray, aujourd'hui renommée place Gabriel-Péri.

Vers ce carrefour du centre historique de la ville, convergent de nombreuses voies de communication:
- Rue du Castel-Marly,
- La rue Henri-Barbusse, anciennement rue de Saint-Germain,
- Boulevard du Levant,
- La rue Sadi-Carnot,
- La rue de l'Église qui se dirige vers la cathédrale Sainte-Geneviève-et-Saint-Maurice de Nanterre,
- La rue Gambetta, vers la place de la Boule,
- Rue des Anciennes-Mairies,
- Rue Waldeck-Rochet, anciennement rue de Saint-Denis[1].

## Origine du nom

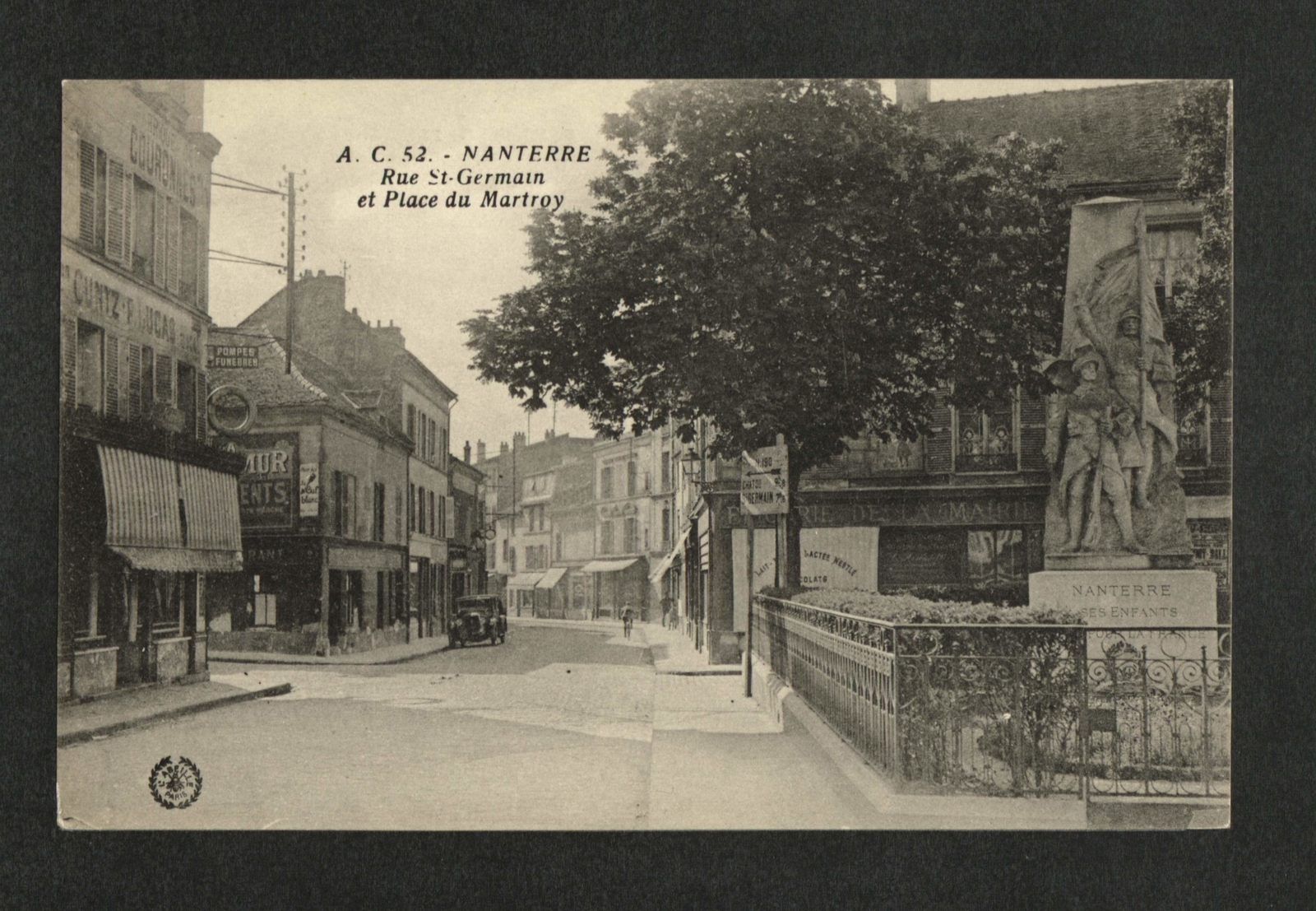
Rue St-Germain, place du Martroy.

Cette place honore la mémoire du résistant Gabriel Péri (1902-1941), fusillé au Mont-Valérien en 1941.
Le dimanche 20 août 1944, c'est dans l'arrière salle du café Gaston que se réunit le comité de libération pour commencer l'application du plan de soulèvement de la ville et de la reprise de la mairie, à l'époque située villa des Tourelles, à côté.

## Historique
Cet endroit s'appelait autrefois place du Martray ou place du Martroy, (du grec martyre) qui désignait un cimetière et a la même origine que le mot martyr.

## Bâtiments remarquables et lieux de mémoire
- Maison, dite du Notaire, un bâtiment du XVIIIe siècle, ayant appartenu à M. de Malherbe. Alphonse Daudet y habita pendant la guerre franco-allemande de 1870[6]
- Des scènes du film Neuilly sa mère, sa mère ! y ont été tournées en 2018.